# Grand Prix Monaka 1950
Grand Prix Monaka v roce 1950 byla druhým podnikem Mistrovství světa formule 1 a zároveň šestým závodem formule 1 v roce 1950. Závod se uskutečnil 21. května v ulicích Monte Carla.
Závodu dominoval argentinský pilot Juan Manuel Fangio, který dokázal zajet svůj první Hat trick a Chelem. Během sobotního tréninku havaroval Alfredo Pian, který si zlomil kotník a zbytek sezóny absolvoval pouze jako divák. Havárie se nevyhla ani závodu, v prvním kole se v Tabákové zatáčce střetlo hned devět vozů. Příčinou byla mokrá vozovka po náhodné vlně. Grand Prix Monaka byla prvním závodem pro Scuderia Ferrari a také pro pilota Schella, který představil první vůz s motorem vzadu Cooper.
Oficiální plakát

## Průběh závodu

### Účastníci
Alfa Romeo, která ovládla předchozí závod ve Velké Británii, přivezla do Monaka tři vozy pro Giuseppe Farinu, Luigiho Fagioliho a Juana Manuela Fangia. Maserati, z týmu Achille Varzi, nasadilo do závodu dva Argentince José Froilana Gonzaleze a Alfreda Piana. Tým Enrico Platé, který připravoval také vozy Maserati, nasadil stejně jako v Anglii Biru a Graffenrieda. Officine Alfieri Maserati doladil vozy pro Chirona a Rola a konečně Scuderia Milano poslala do boje o vavříny zkušeného Biondettiho.
Poprvé se v závodech mistrovství světa objevilo Ferrari. Pro své první účinkování nasadila modenská značka svá největší esa, Alberta Ascariho, Villoresiho a francouzského pilota Raymonda Sommera. Vozem, který měl pokořit Alfu Romeo, bylo Ferrari 125, první monopost realizovaný Enzem Ferrari, který se poprvé představil v Grand Prix Turína 1948 na okruhu Parco del Valentino. Pohonnou jednotkou tohoto vozu byl 12válcový motor do V s úhlem rozevření 60° a objemem 1500 cm³, což naznačuje, že jeden válec měl objem 125 cm³ (proto je označení Ferrari 125). Motor byl přeplňovaný objemovým kompresorem Roots, který dával motoru výkon 315 koňských sil při 7 500 otáčkách za minutu. Zatímco Alfa Romeo používala ve svých vozech řadové osmiválcové motory o objemu 1500 cm³ s výkonem 350 koňských sil při 8 600 otáčkách za minutu.
Další vozy připravila značka ERA pro Boba Gérarda a Petera Whiteheada, Talbot byl zastoupen Belgičanem Claesem a Francouzi Philippe Étancelinem a Rosierem. Robert Manzon a Maurice Trintignant pilotovali vozy Simca Gordini na belgických pneumatikách Englebert, které se tak v Grand Prix prezentovaly poprvé. Prvním pilotem z USA, který nastoupil do Evropského závodu Grand Prix Formule 1 se stal Harry Schell, který navíc startoval s revolučním vozem Cooper T12, který měl motor vzadu.

### Závod
Kvalifikační jízdy byly rozděleny do dvou dnů, první část se konala ve čtvrtek a tak druhá v sobotu, ve které Charles Pozzi, Yves Giraud-Cabantous, Pierre Levegh a Clemente Biondetti neměli možnost zajet své nejlepší časy, kvůli nehodě Alfreda Piana. Alfredo Pian nezvládl svůj vůz, když najel na olejovou skvrnu a narazil do tribuny, při nehodě utrpěl zlomeninu kotníku a závod pro něj skončil. Startovní rošt byl sestaven poměrně zvláštním způsobem, protože o postavení na prvních pěti místech na startu rozhodoval čtvrteční trénink a od šestého místa dolu sobotní trénink. Tento systém poškodil obě Ferrari a především Villoresiho, který by jinak získal druhé místo.
První kolo závodu mělo dramatický nádech, když náhodná vlna v tabákové zatáčce způsobila hromadnou havárii. Fangio jedoucí na čele ještě situaci zvládl, ale na druhé pozici jedoucí Farina škrtl o Gonzalezovo Maserati , které začalo hořet. Argentinec stihl z vozu vyskočit, v kolizi tak končí dva favorité závodu Farina a Fangio, Luigi Villoresi se dokázal z kolize vymanit a pokračoval tak v závodě až do 64 kola, kdy se ukázalo, že si poškodil osu. V havárii zakončilo své ambice na dobré umístění deset pilotů z 19 startujících.
Juan Manuel Fangio si bez větších problémů dojel pro své první vítězství ve formuli 1 a dokázal získat Hat trick stejně jako jeho týmový kolega Farina v předchozím závodě. A protože v celém závodě nebylo nikoho, kdo by ho vystřídal v čele závodu, získal i Chelem.

## Výsledky

### Závod
- 21. května 1950
- Okruh Monte Carlo
- 100 kol x 3,180 km = 318 km
- 2. Grand Prix
- 1. vítězství pro Juana Manuela Fangia » (vyrovnaný rekord)
- 2. vítězství pro « Alfu Romeo » (nový rekord)
- 1. vítězství pro Argentinu » (vyrovnaný rekord)
- 1. vítězství pro vůz se startovním číslem 34 » (vyrovnaný rekord)
- 2. vítězství z « pole position » (nový rekord)

| Legenda k tabulce | Legenda k tabulce                                                                       |
| Barva             | Výsledek                                                                                |
| ----------------- | --------------------------------------------------------------------------------------- |
| Zlatá             | Vítěz                                                                                   |
| Stříbrná          | 2. místo                                                                                |
| Bronzová          | 3. místo                                                                                |
| Zelená            | Bodované umístění                                                                       |
| Modrá             | Nebodované umístění                                                                     |
| Modrá             | Dokončil neklasifikován (NC)                                                            |
| Fialová           | Odstoupil (Ret)                                                                         |
| Červená           | Nekvalifikoval se (DNQ)                                                                 |
| Červená           | Nepředkvalifikoval se (DNPQ)                                                            |
| Černá             | Diskvalifikován (DSQ)                                                                   |
| Bílá              | Nestartoval (DNS)                                                                       |
| Bílá              | Závod zrušen (C)                                                                        |
| Světle modrá      | Pouze trénoval (PO)                                                                     |
| Světle modrá      | Páteční testovací jezdec (TD)                                                           |
| Bez barvy         | Netrénoval (DNP)                                                                        |
| Bez barvy         | Vyřazen (EX)                                                                            |
| Bez barvy         | Nepřijel (DNA)                                                                          |
| Bez barvy         | Odvolal účast (WD)                                                                      |
| Bez barvy         | Nezúčastnil se (prázdné)                                                                |
| Označení          | Význam                                                                                  |
| Tučnost           | Pole position                                                                           |
| Kurzíva           | Nejrychlejší kolo                                                                       |
| †                 | Jezdec nedojel do cíle, ale byl klasifikován, protože odjel více než 90 % délky závodu. |
| ‡                 | Byl udělován poloviční počet bodů, protože bylo odjeto méně než 75 % délky závodu.      |
| Horní index       | Umístění bodujících jezdců ve sprintu                                                   |

| Pozice | Č  | Jezdec                | Vůz                | Kolo | Čas              | +/- | Pole | Body | Nej. kolo   |
| ------ | -- | --------------------- | ------------------ | ---- | ---------------- | --- | ---- | ---- | ----------- |
| 1      | 34 | Juan Manuel Fangio    | Alfa Romeo 158     | 100  | 3h13'18"7        | 0   | 1    | 8+1  | 1'51.0      |
| 2      | 40 | Alberto Ascari        | Ferrari 125        | 99   | à 1 kolo         | 5   | 7    | 6    |             |
| 3      | 48 | Louis Chiron          | Maserati 4CLT/48   | 98   | à 2 kola         | 5   | 8    | 4    |             |
| 4      | 42 | Raymond Sommer        | Ferrari 125        | 97   | à 3 kola         | 5   | 9    | 3    |             |
| 5      | 50 | Princ Bira            | Maserati 4CLT/48   | 95   | à 5 kol          | 10  | 15   | 2    |             |
| 6      | 26 | Bob Gérard            | ERA A/B            | 94   | à 6 kol          | 10  | 16   |      |             |
| 7      | 6  | Johnny Claes          | Talbot T26C        | 94   | à 6 kol          | 11  | 18   |      | 2'00.2 (9.) |
| Pozice | Č  | Odstoupili            | Vůz                | Kolo | Příčina          | +/- | Pole | Body | Nej. kolo   |
| Ret    | 38 | Luigi Villoresi       | Ferrari 125        | 64   | Osa              | 3   | 6    |      |             |
| Ret    | 14 | Philippe Étancelin    | Talbot T26C        | 38   | Olejová trubička | 6   | 4    |      | 1'57.9 (7.) |
| Ret    | 2  | José Froilan Gonzalez | Maserati 4CLT/48   | 2    | Havárie          | 3   | 3    |      |             |
| Ret    | 52 | Toulo de Graffenried  | Maserati 4CLT/48   | 1    | Havárie          | 12  | 12   |      |             |
| Ret    | 44 | Franco Rol            | Maserati 4CLT/48   | 1    | Havárie          | 17  | 17   |      |             |
| Ret    | 36 | Luigi Fagioli         | Alfa Romeo 158     | 1    | Havárie          | 5   | 5    |      |             |
| Ret    | 32 | Giuseppe Farina       | Alfa Romeo 158     | 1    | Havárie          | 2   | 2    |      |             |
| Ret    | 24 | Cuth Harrison         | ERA B              | 1    | Havárie          | 14  | 14   |      |             |
| Ret    | 16 | Louis Rosier          | Talbot T26C        | 1    | Havárie          | 10  | 10   |      |             |
| Ret    | 12 | Maurice Trintignant   | Simca-Gordini T15C | 1    | Havárie          | 13  | 13   |      |             |
| Ret    | 10 | Robert Manzon         | Simca-Gordini T15C | 1    | Havárie          | 11  | 11   |      |             |
| Ret    | 8  | Harry Schell          | Cooper T 12        | 1    | Havárie          | 20  | 20   |      |             |
| Pozice | Č  | Nestartovali          | Vůz                | Kolo | Příčina          | +/- | Pole | Body | Nej. kolo   |
| Inj    | 4  | Alfredo Pian          | Maserati 4CLT/48   |      | Zranění          |     | 18   |      |             |
| TZ     | 28 | Peter Whitehead       | Ferrari 125        |      | Motor            |     | 21   |      |             |
| DNS    | 18 | Charles Pozzi         | Talbot T26C        |      |                  |     |      |      |             |
| DNS    | 20 | Yves Giraud-Cabantous | Talbot T26C        |      |                  |     |      |      |             |
| DNS    | 22 | Pierre Levegh         | Talbot T26C        |      |                  |     |      |      |             |
| DNS    | 46 | Clemente Biondetti    | Maserati 4CLT/50   |      |                  |     |      |      |             |
| DNS    | 52 | André Simon           | Simca-Gordini T15C |      |                  |     |      |      |             |

### Stupně vítězů
| Jezdci - 1. podium pro Juana Manuela Fangia » - 1. podium pro Alberta Ascariho » - 1. podium pro Louise Chirona (jediné podium) | Vozy - 4. podium pro « Alfu Romeo » (nový rekord) - 1. podium pro Ferrari » - 1. podium pro Maserati » | Státy - 3. podium pro « Itálii » (nový rekord) - 1. podium pro Argentinu » - 1. podium pro Monako (jediné pódium) |

### Bodové umístění
V závorce body získane v této GP:
| Jezdci - 9 (9) bodů pro Juana Manuela Fangia » - 6 (6) bodů pro Alberta Ascariho » - 4 (4) body pro Louise Chirona (jediné body) - 3 (3) body pro Raymonda Sommera (jediné body) - 2 (2) body pro Prince Biru » | Vozy - 28 (9) bodů pro « Alfu Romeo » (nový rekord) - 9 (9) bodů pro Ferrari » - 6 (6) bodů pro Maserati » | Státy - 21 (6) bodů pro « Itálii » (nový rekord) - 9 (9) bodů pro Argentinu » - 8 (3) bodů pro « Francii » - 4 (4) body pro Monako (jediné body) - 2 (2) body pro Thajsko » |

### Nejrychlejší kolo
- Juan Manuel Fangio 1'51"1 Alfa Romeo
- 1. nejrychlejší kolo pro Juana Manuela Fangia »
- 2. nejrychlejší kolo pro « Alfu Romeo » (nový rekord)
- 1. nejrychlejší kolo pro Argentinu »
- 1. nejrychlejší kolo pro vůz se startovním číslem  34 »

### Vedení v závodě
- « Juan Manuel Fangio » byl ve vedeni 101 kol (nový rekord)
- « Alfa Romeo » byla ve vedení 170 kol (nový rekord)
- « Argentina » byla ve vedení 101 kol (nový rekord)

| Kola       | km     | Jezdec             | %    |
| ---------- | ------ | ------------------ | ---- |
| 1-100 kolo | 318 km | Juan Manuel Fangio | 100% |

| Juan Manuel Fangio |
| ------------------ |

### Postavení na startu
- Juan Manuel Fangio 1'50"2 Alfa Romeo
- 1. Pole position pro Juan Manuel Fangio »
- 2. Pole position pro « Alfu Romeo » (nový rekord)
- 1. Pole position pro Argentinu »
- 1. Pole position pro vůz se startovním číslem 34 »
- 2x první řadu získali « Giuseppe Farina » (1 a 2 místo) a « Juan Manuel Fangio » (1 a 3 místo) (nový rekord)
- 1x první řadu získali José Froilan González »
- 6x první řadu získala « Alfa Romeo » (nový rekord)
- 1x první řadu získalo Maserati »
- 3x první řadu získala « Itálie » (nový rekord)
- 3x první řadu získala « Argentina » (nový rekord)

- O postavení v prvních dvou řadách rozhodl první trenink

| _______3_______ José Froilan González Maserati 1'53.7 |                                                 | _______2_______ Giuseppe Farina Alfa Romeo 1'52.8     |                                                  | _______1_______ Juan Manuel Fangio Alfa Romeo 1'50.2 |
|                                                       | _______5_______ Luigi Fagioli Alfa Romeo 1'54"2 |                                                       | _______4_______ Philippe Étancelin Talbot 1'54"1 |                                                      |
| _______8_______ Louis Chiron Maserati 1'56"3          |                                                 | _______7_______ Alberto Ascari Ferrari 1'53"8         |                                                  | _______6_______ Luigi Villoresi Ferrari 1'52"3       |
|                                                       | _______10_______ Louis Rosier Talbot 1'57"7     |                                                       | _______9_______ Raymond Sommer Ferrari 1'56"6    |                                                      |
| _______13_______ Maurice Trintignant Simca 2'01"4     |                                                 | _______12_______ Toulo de Graffenried Maserati 2'00"7 |                                                  | _______11_______ Robert Manzon Simca 2'00"4          |
|                                                       | _______15_______ Princ Bira Maserati 2'02"2     |                                                       | _______14_______ Cuth Harrison ERA 2'01"6        |                                                      |
| _______18_______ Alfredo Pian Maserati – -- ---       |                                                 | _______17_______ Franco Rol Maserati 2'04"5           |                                                  | _______16_______ Bob Gérard ERA 2'03"4               |
|                                                       | _______20_______ Harry Schell Cooper – -- ---   |                                                       | _______19_______ Johnny Claes Talbot 2'12.0      |                                                      |

## Startovní listina
| Č. | Pilot                 | Tým                           | Konstruktér   | Šasi                    | Motor          | Pneumatiky |
| -- | --------------------- | ----------------------------- | ------------- | ----------------------- | -------------- | ---------- |
| 2  | José Froilan González | Scuderia Achille Varzi        | Maserati      | Maserati 4CLT/48        | Maserati L4s   | Pirelli    |
| 4  | Alfredo Pian          | Scuderia Achille Varzi        | Maserati      | Maserati 4CLT/48        | Maserati L4s   | Pirelli    |
| 6  | Johnny Claes          | Ecurie Belge                  | Talbot-Lago   | Talbot-Lago T26C        | Talbot L6      | D          |
| 8  | Harry Schell          | Horschell Racing Corporation  | Cooper        | Cooper T12              | JAP V 12       | D          |
| 10 | Robert Manzon         | Equipe Gordini                | Simca-Gordini | Simca Gordini T15       | Gordini L4s    | E          |
| 12 | Maurice Trintignant   | Equipe Gordini                | Simca-Gordini | Simca Gordini T15       | Gordini L4s    | E          |
| 14 | Philippe Étancelin    | Private                       | Talbot-Lago   | Talbot-Lago T26C        | Talbot L6      | D          |
| 16 | Louis Rosier          | Ecurie Rosier                 | Talbot-Lago   | Talbot-Lago T26C        | Talbot L6      | D          |
| 18 | Charles Pozzi         | Ecurie Rosier                 | Talbot-Lago   | Talbot-Lago T26C        | Talbot L6      | D          |
| 20 | Yves Giraud-Cabantous | Automobiles Talbot-Darracq SA | Talbot-Lago   | Talbot-Lago T26C        | Talbot L6      | D          |
| 22 | Pierre Levegh         | Private                       | Talbot-Lago   | Talbot-Lago T26C        | Talbot L6      | D          |
| 24 | Cuth Harrison         | Private                       | ERA           | ERA B                   | ERA L6s        | D          |
| 26 | Bob Gérard            | Private                       | ERA           | ERA A                   | ERA L6s        | D          |
| 28 | Peter Whitehead       | Private                       | Ferrari       | Ferrari 125             | Ferrari V12s   | D          |
| 32 | Giuseppe Farina       | SA Alfa Romeo                 | Alfa Romeo    | Alfa Romeo 158          | Alfa Romeo L8s | Pirelli    |
| 34 | Juan Manuel Fangio    | SA Alfa Romeo                 | Alfa Romeo    | Alfa Romeo 158          | Alfa Romeo L8s | Pirelli    |
| 36 | Luigi Fagioli         | SA Alfa Romeo                 | Alfa Romeo    | Alfa Romeo 158          | Alfa Romeo L8s | Pirelli    |
| 38 | Luigi Villoresi       | Scuderia Ferrari              | Ferrari       | Ferrari 125             | Ferrari V12s   | Pirelli    |
| 40 | Alberto Ascari        | Scuderia Ferrari              | Ferrari       | Ferrari 125             | Ferrari V12s   | Pirelli    |
| 42 | Raymond Sommer        | Scuderia Ferrari              | Ferrari       | Ferrari 125             | Ferrari V12s   | Pirelli    |
| 44 | Franco Rol            | Officine Alfieri Maserati     | Maserati      | Maserati 4CLT/48        | Maserati L4s   | Pirelli    |
| 46 | Clemente Biondetti    | Scuderia Milano               | Maserati      | Maserati Milano 4CLT/50 | Maserati L4s   | Pirelli    |
| 48 | Louis Chiron          | Officine Alfieri Maserati     | Maserati      | Maserati 4CLT/48        | Maserati L4s   | Pirelli    |
| 50 | Princ Bira            | Enrico Platé                  | Maserati      | Maserati 4CLT/48        | Maserati L4s   | Pirelli    |
| 52 | Toulo de Graffenried  | Enrico Platé                  | Maserati      | Maserati 4CLT/48        | Maserati L4s   | Pirelli    |
| 54 | André Simon           | Equipe Gordini                | Simca-Gordini | Simca Gordini T15       | Gordini L4s    | E          |

## Zajímavosti
- V závodě debutoval Alberto Ascari, Alfredo Piàn, Franco Rol, Harry Schell, José Froilan González, Luigi Villoresi,

Maurice Trintignant, Peter Whitehead, Raymond Sommer a Robert Manzon
- Poprvé se představily vozy Cooper T12, ERA A, Ferrari 125 a Simca-Gordini T15
- V prvním kole došlo k hromadné havárii devíti vozů.
- Juan Manuel Fangio získal « Hat trick » i Chelem ».

| Pole position      | Vítězství          | Nej. kolo          | Hat trick | Vedení             | Chelem |
| Juan Manuel Fangio | Juan Manuel Fangio | Juan Manuel Fangio |           | Juan Manuel Fangio |        |
| Alfa Romeo 158     | Alfa Romeo 158     | Alfa Romeo 158     |           | Alfa Romeo 158     |        |
| 1'50.2             | 3:13'18.7          | 1'51.0             |           | 100 kol            |        |
| 103.884 km/h       | 98.701 km/h        | 103.135 km/h       |           | 318 km             |        |
| ------------------ | ------------------ | ------------------ | --------- | ------------------ | ------ |

### Stav MS
- GP – body získané v této Grand Prix

| *  | Jezdec                | Body | GP | * | Vůz        | Body | GP | * | Stát           | Body | GP |
| -- | --------------------- | ---- | -- | - | ---------- | ---- | -- | - | -------------- | ---- | -- |
| 1  | Giuseppe Farina       | 9    |    | 1 | Alfa Romeo | 28   | 9  | 1 | Itálie         | 21   | 6  |
| 2  | Juan Manuel Fangio    | 9    | 9  | 2 | Ferrari    | 9    | 9  | 2 | Argentina      | 9    | 9  |
| 3  | Luigi Fagioli         | 6    |    | 3 | Maserati   | 6    | 6  | 3 | Francie        | 8    | 3  |
| 4  | Alberto Ascari        | 6    | 6  | 4 | Talbot     | 5    |    | 4 | Velká Británie | 4    |    |
| 5  | Reg Parnell           | 4    |    |   |            |      |    | 5 | Monako         | 4    | 4  |
| 6  | Louis Chiron          | 4    | 4  |   |            |      |    | 6 | Thajsko        | 2    | 2  |
| 7  | Yves Giraud-Cabantous | 3    |    |   |            |      |    |   |                |      |    |
| 8  | Raymond Sommer        | 3    | 3  |   |            |      |    |   |                |      |    |
| 9  | Louis Rosier          | 2    |    |   |            |      |    |   |                |      |    |
| 10 | Prince Bira           | 2    | 2  |   |            |      |    |   |                |      |    |